# 钱勰
钱勰（1034年—1097年），字穆父，临安人（今浙江杭州临安），北宋政治人物、书法家。

## 生平
五代十国时期吴越国的创立人钱镠的八世孙，钱惟演从孙，錢彥遠之子。以門荫知尉氏县，迁如皋县。历官提点京西、河北、京东刑狱，任鹽鐵判官。元丰六年（1083年），奉使高麗。返国，任中书舍人。元祐初，拜给事中，迁開封府尹。封会稽郡侯。因得罪权臣章惇，出为池州府知府。绍圣四年（1097年）卒于任，年六十四。

## 著作
擅长楷书和行草，楷书学习欧阳询，行草学习王献之。。有《会稽公集》。

## 事跡
钱勰与苏轼是好友。苏轼有《临江仙》词相赠：
- 《临江仙·送钱穆父》

一别都门三改火，天涯踏尽红尘。依然一笑作春温。无波真古井，有节是秋筠。
惆怅孤帆连夜发，送行淡月微云。尊前不用翠眉颦。人生如逆旅，我亦是行人。